# Jerome Lettvin
Jerome Lettvin (ur. 23 lutego 1920 w Chicago, Illinois, zm. 23 kwietnia 2011 w  Hingham) – amerykański lekarz (neurologia, psychiatria), neurobiolog, kognitywista, profesor MIT, najbardziej znany z pracy What the frog’s eye tells the frog’s brain (1959), należącej do najczęściej cytowanych w świecie prac naukowych, oraz z historycznej debaty z Timothy Learym na temat LSD (debata Leary–Lettvin, 1967) i z popularyzacji kontrowersyjnego pojęcia „Grandmother cell”.

## Życiorys
Jerome Lettvin był synem imigrantów z Ukrainy. Rodzice przyjechali do Stanów Zjednoczonych niedługo przed wybuchem I wojny światowej. Poznali się w Chicago. Matka była nauczycielką gry na pianinie, piękną kobietą utrzymującą kontakty z „wyższymi sferami”. Ojciec dopiero w Chicago zdobywał zawodowe wykształcenie prawnicze. Był aktywistą społecznym, żarliwym mówcą, którego syn określał mianem „anarchisty typu Kropotkina”. Matce podobała się żarliwość ojca. Po ślubie mieszkali w Humbold Park. Ich pierwszy syn, Jerome, urodził się w lutym 1920 roku, a później urodzili się następni dwaj synowie i córka. Dzieci wspominały, że ojciec był w domu małomówny i skromny. O losach dzieci decydowała matka, która miała ambicje skierowania ich na drogę rozwoju artystycznego. Wszyscy grali na pianinie i występowali publicznie z koncertami jako kilkuletnie dzieci. Jerome pisał też wiersze.
Uczył się w Tuley High School (obecnie Roberto Clemente Community Academy), w Lewis Institute (obecnie część Illinois Institute of Technology – co zakończył incydent z kamieniami spadającymi z parapetu na Madison Avenue – a następnie (1938) w University of Chicago (zgodnie z decyzją matki). Na studiach przyjaźnił się m.in. z Hymanem Minskym, ekonomistą, oraz z wszechstronnie uzdolnionym młodszym kolegą, matematykiem Walterem Pittsem (1924–1969), późniejszym wieloletnim współpracownikiem. Uzyskał stopnie BS i MD w roku 1943.
Specjalizował się w dziedzinie psychiatrii i neurofizjologii. Karierę zawodową przerwał wybuch II wojny światowej. Od stycznia 1944 roku służył w wojsku przez 9 miesięcy. Uczestniczył m.in. w uczestnicząc bitwie o Ardeny (był we Francji szefem psychiatrii w 237 General Hospital). Po wojnie kontynuował praktykę w dziedzinie neurologii i badania układu nerwowego, częściowo w Boston City Hospital, a następnie był zatrudniony w:
- 1947 – University of Rochester
- 1948 – Manteno State Hospital, Illinois
- 1951 – Massachusetts Institute of Technology
- 1988 – Rutgers University

Ożenił się w roku 1947 z Maggie – dziewczyną, którą znał wcześniej bardzo krótko. Spędzili razem 64 lata. Mieli troje dzieci. Zmarł w roku 2011 po ciężkiej chorobie. Został zapamiętany jako pasjonat swojej dyscypliny naukowej z duszą poety i wybitny dydaktyk – charyzmatyczny wykładowca i uczestnik żarliwych debat. Debata telewizyjna Timothy Leary v. Jerome Lettvin na temat LSD, która odbyła się w roku 1967 w MIT i była transmitowana przez telewizję, została zapamiętana jako wydarzenie historyczne, zwane LSD Debate

## Badania naukowe

### Oko żaby
Przedmiotem najbardziej intensywnych badań J. Lettvina były procesy zachodzące w nieruchomym oku żaby, reagującym na szybki ruch drobnych obiektów w polu widzenia. Badania były częściowo kontynuacją prac H. Barlowa, który pierwsze prace na temat funkcji pojedynczych neuronów w siatkówce oka opublikował już w roku 1943 (w roku 1953 ukazały się np. prace Summation and inhibition in the frog's retina i Action potentials from the frog's retina). Horace Barlow wykazał m.in. że w siatkówce oka żaby, rejestrującej obiekt przypominający żuka, następuje silna aktywizacja pojedynczych receptorów, które pełnią funkcje behawioralne – wywołują zainteresowanie spostrzeżonym obiektem jako pokarmem („Bug Detectors”). Waga odkrycia polegała przede wszystkim na wykazaniu, że procesy, prowadzące do rozpoznawania bodźców na podstawie ich specyficznych cech, mogą zachodzić poza mózgiem. Zainteresowanie tym problemem wzbudził w Lettvinie – studencie University of Illinois w Chicago – jego nauczyciel i wychowawca, prof. psychiatrii Warren S. McCulloch. McCulluch skupił też wokół siebie wielu innych naukowców, głównie młodych ludzi, których zachęcił do interdyscyplinarnych – teoretycznych i doświadczalnych – badań układu nerwowego (również do humanistycznego podejścia do nauki). Byli wśród nich Walter Pitts i matematyk Norbert Wiener (twórca cybernetyki).
W historycznym artykule What The Frog's Eye Tells The Frog's Brain J.Y. Lettvin, H.R. Maturana, W.S. McCulloch, W.H. Pitts opisali mechanizm działania siatkówki oka żaby, rejestrującej najbardziej istotne dla zwierzęcia cechy wzrokowego bodźca – wykrytego robaka. Kluczowe stało się stwierdzenie, jak oceniana jest jego wielkość, położenie i szybkość poruszania się, mimo że siatkówka pozostaje nieruchoma – oko żaby nie śledzi celu polowania, zmienia ustawienie tylko wtedy, gdy np. porusza się liść, na którym siedzi zwierzę – obraz pola obserwacji na siatkówce pozostaje nieruchomy. W warunkach  doświadczalnych zastosowano mikroelektrody wszczepiane do pojedynczych neuronów. Stwierdzono, m.in. że poruszanie przed zwierzęciem fotografią naturalnego siedliska, której obraz zajmował całe pole widzenia (również z przymocowanymi do niej obiektami przypominającymi np. muchy), nie powodowało pobudzeń neuronów. Reakcja występowała, gdy na tym tle poruszano dowolnym obiektem wielkości muchy. 

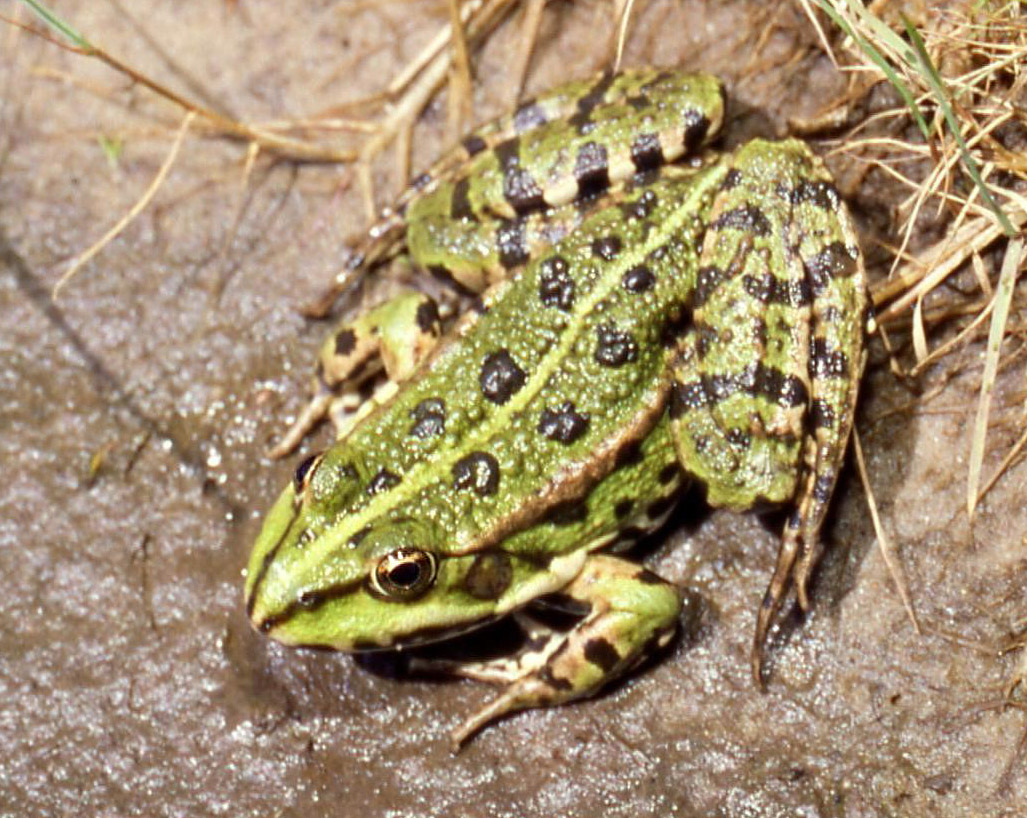
Oko żaby porusza się tylko na tyle, aby zachować nieruchome tło poruszającej się zdobyczy

Wyjaśniono, że w siatkówce oka żaby występują cztery różne typy tych komórek, które uaktywniają się selektywnie pod wpływem bodźców różnego rodzaju, związanych głównie z charakterystyką krawędzi przedmiotu obserwacji (granic poszczególnych części pola widzenia).
Zaobserwowano charakterystyczne typy reakcji różnych neuronów, m.in.:
1. wprowadzenie przedmiotu z krawędzią do pola widzenia żaby wywołuje liczne impulsy w czasie tego ruchu, a następnie aktywność ustala się na niższym, stałym poziomie, dopóki krawędź znajduje się w polu widzenia (nie jest „wymazywana” przez włączenie i wyłączenie światła)
2. wprowadzenie przedmiotu wywołuje podobną aktywność, jednak krawędź musi być „wypukła” (zaciemnienie z jednej strony), a aktywność zanika, gdy ustaje ruch, oraz jest „wymazywalna”
3. wykrywanie zmieniającego się kontrastu
4. wykrywanie przyciemnienia
5. wykrywanie ciemności

W każdym z przypadków istotna jest szybkość zmian bodźca.

### „Komórki babci” i „komórki Jennifer Aniston”
W roku 1969, jako wykładowca MIT, Jerry Lettvin zamierzał sprowokować dyskusję ze studentami nad hipotezą, że każde świadome doświadczenie życiowe, np. wspomnienie określonej osoby, może być przechowywane w stosunkowo niewielkiej liczbie neuronów (w skrajnym przypadku – w jednym). W czasie wykładu opowiedział fikcyjną historię rosyjskiego neurochirurga, Akakija Akakijewicza, który – na prośbę swojego pacjenta – operacyjnie usunął z jego mózgu fragment tkanki z kilkoma tysiącami neuronów, a wraz z nimi wszystkie – złe i dobre – wspomnienia o jego apodyktycznej matce.
Z pasją propagowana przez Lettvina hipoteza „komórki babci” została trwale związana z jego nazwiskiem. Stało się tak, mimo że nie on był pomysłodawcą neuronowego mechanizmu zapamiętywania i rozpoznawania osób, przedmiotów itp., w którym decydującą rolę odgrywają pojedyncze wyspecjalizowane neurony. Nie udało mu się też tej hipotezy doświadczalnie zweryfikować.
Wśród pomysłodawców i wcześniejszych propagatorów analogicznej koncepcji jest wymieniany polski neurofizjolog, Jerzy Konorski, autor książki Integracyjna działalność mózgu (1967), w której została opisana koncepcja jednostek gnostycznych – neuronów reagujących na konkretne wzorce – zespoły bodźców zmysłowych (percepcje jednostkowe).
Oddźwięk
Koncepcja zakładająca istnienie „komórek babci” (lub nawet jednej „grandmother cell”), magazynujących wiedzę o określonej osobie, obiekcie lub pojęciu, jest coraz częściej przywoływana w pracach naukowych i polemikach neurologów i kognitywistów (nie tylko żartobliwie).
W roku 2014 Nagrodę Nobla w dziedzinie fizjologii lub medycyny otrzymało troje neurobiologów za wyjaśnienie sposobu powstawania w mózgu kognitywnego GPS mózgu, umożliwiającego orientację przestrzenną. Elementami tego systemu są m.in. „komórki miejsca”, pojedyncze, wyspecjalizowane neurony, które zidentyfikowano dzięki nowej technice wszczepiania elektrod do pojedynczych neuronów hipokampa szczurów.
Nie stanowi to ostatecznego potwierdzenia prowokacyjnej hipotezy, dotyczącej analogicznego zapamiętywania i rozpoznawania np. określonej osoby, jednak na taką możliwość wskazuje część wyników badań, które intensywnie prowadzi Rodrigo Quian Quiroga ze współpracownikami.
Jonathan C.W. Edwards, profesor UCL (Wydział Medycyny), opublikował liczne prace naukowe, mieszczące się w zbliżonym obszarze, w dziedzinie współczesnej monadologii (zob. monada w programowaniu, monada w filozofii), wśród nich m.in. The Nature of Mental Representations: Grandmother, Pontifical and Other Cells lub How Many People Are There In My Head, And In Hers?.

## Publikacje (wybór)
- Jerome Lettvin, The Colors of Colored Things, 1967[37]
- Jerome Lettvin, On Seeing Sidelong, 1976[38]
- Jerome Ysrael Lettvin, Campbell L. Searle, Alvin C. Kibel, Robert Sonné Cohen, Faust and the Faustian Man, Massachusetts Institute of Technology, Technology and Culture Seminar[39]
- red. Larry R. Squire, Jerome Lettvin w: The History of Neuroscience in Autobiography, Tom 2, 1998[40]
- Jerome Ysrael Lettvin, Massachusetts Institute of Technology, Research Laboratory of Electronics; United States Air Force, Office of Scientific Research, Final Report, U.S. Air Force Office of Scientific Research Contract F44620-67-C-0030 Covering the Period September 1, 1966-August 31, 1967, 1967[41]